# منطقه سامارائی-موروآ
منطقه سامارائی-موروآ یکی از منطقه های استان خلیج میلنه واقع در کشور پاپوآ گینه نو می باشد. مرکز این منطقه موروآ است. این منطقه خود از ۴ فرمانداری محلی تشکیل می گردد که هر فرمانداری به منظور سهولت در امر آمارگیری خود به چند بخش تقسیم می شود. طبق سرشماری سال ۲۰۰۰ میلادی جمعیت این منطقه ۴۲٬۸۵۵ نفر بوده است.

## تقسیمات
این منطقه دارای ۴ فرمانداری محلی است که اسامی آن ها به شرح زیر است:
- فرمانداری محلی روستایی بوانابوانا

- فرمانداری محلی روستایی لوئیزید

- فرمانداری محلی روستایی موروآ

- فرمانداری محلی روستایی یالهیامبا